# 道明銀行花園體育場
道明銀行花园体育场（英語：TD Place Stadium），是加拿大安大略省渥太华的一个有24000个座位的体育场。它坐落于兰斯顿公园展览中心，丽都运河在此流经。体育场是加拿大加式足球联盟（CFL）渥太華紅黑队的主场。体育场舊稱为弗兰克·克莱尔体育场（Frank Clair Stadium），直至2014年1月7日改为现名。

## 图册

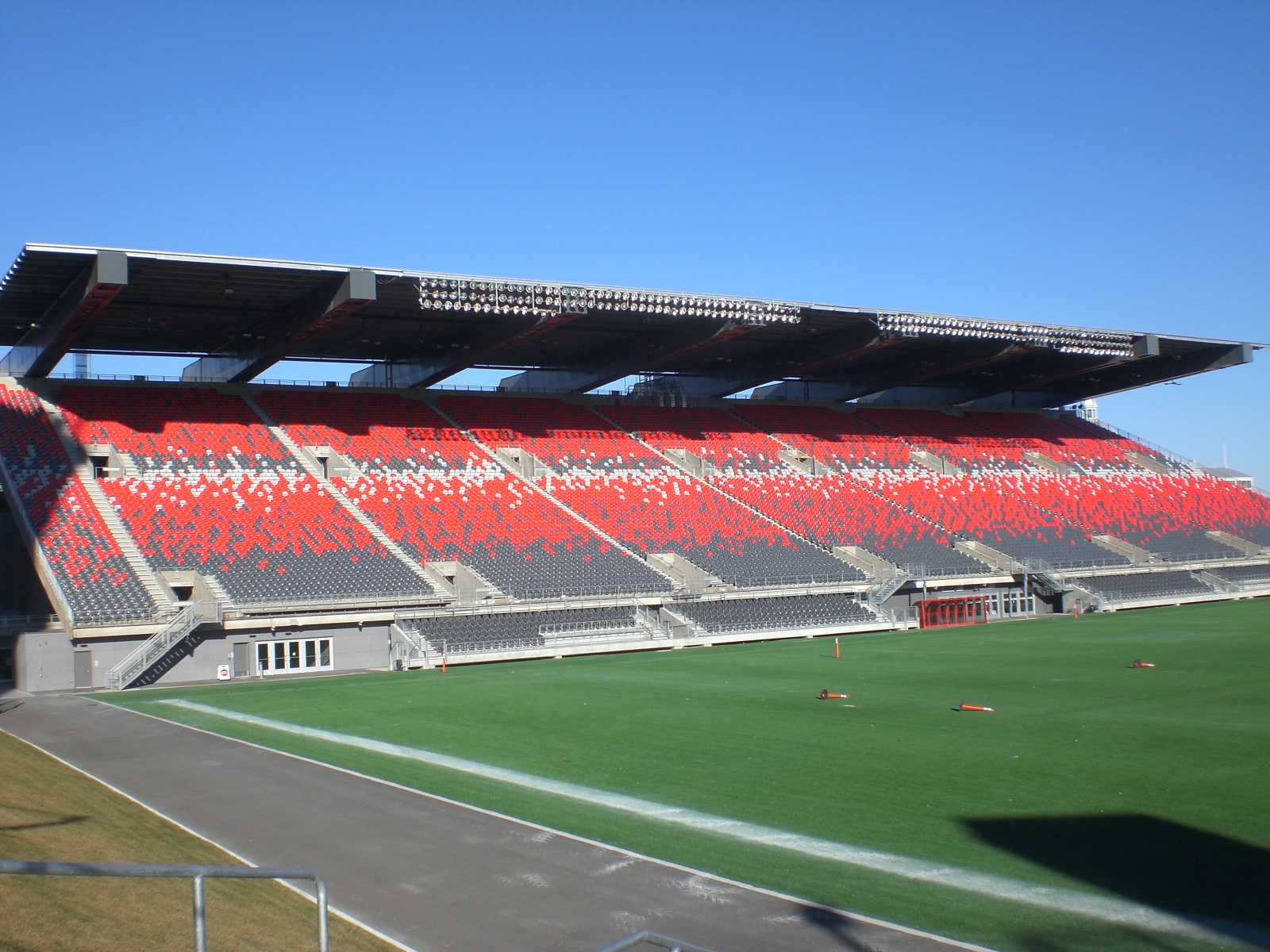
北看台
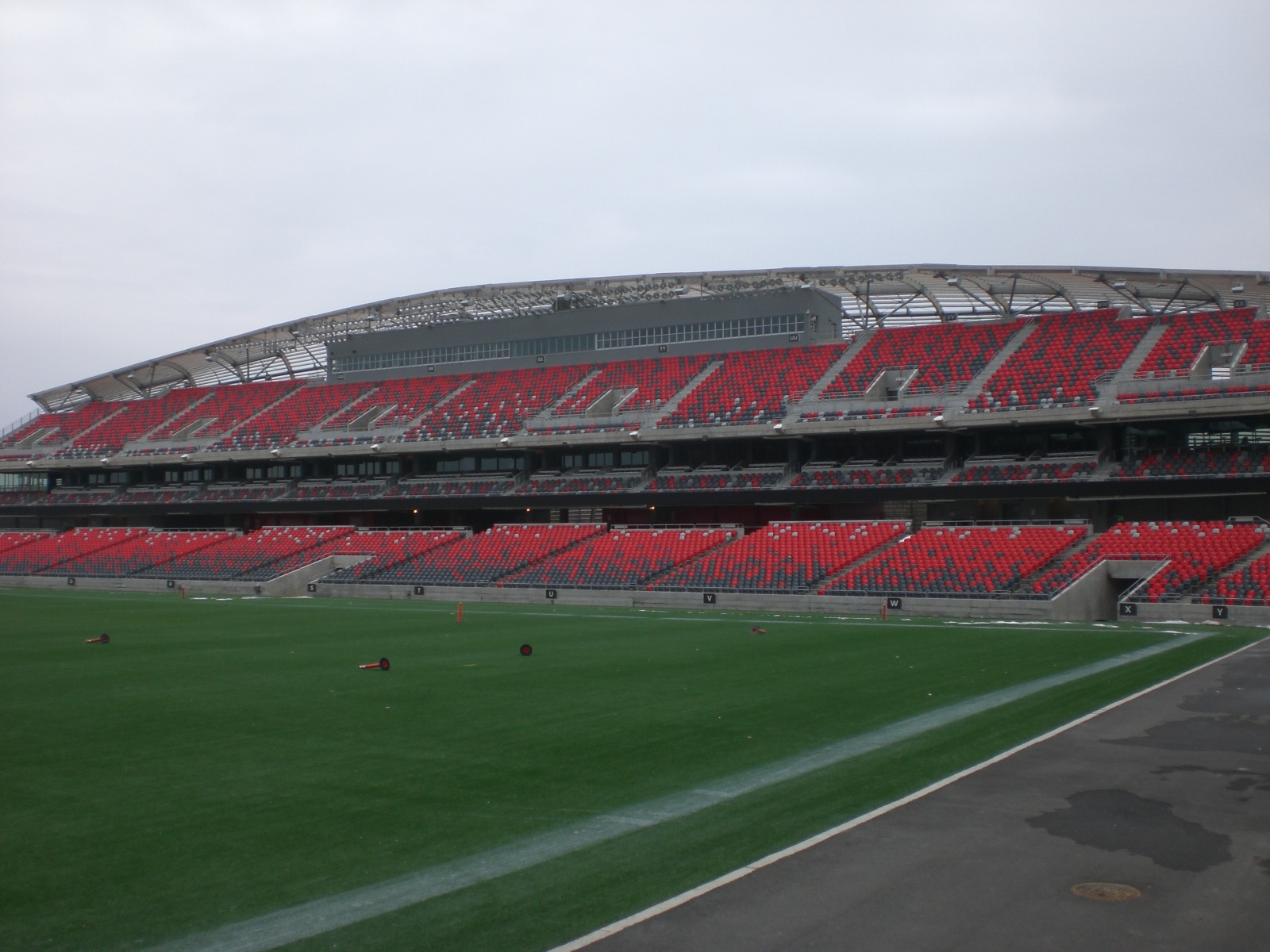
南看台
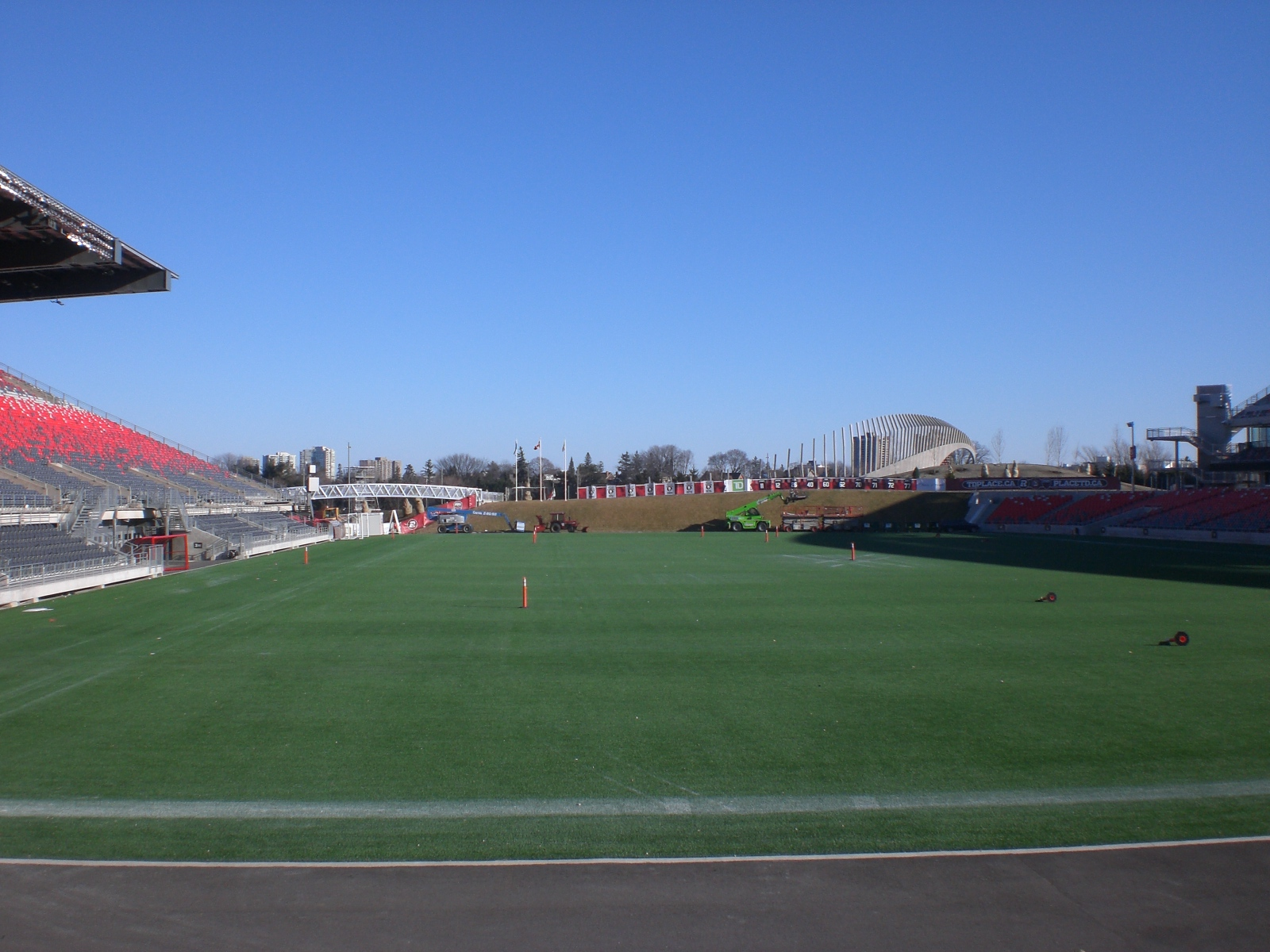
球场

## 外部連結
- 官方网站